# Saint-Agnet
Saint-Agnet är en kommun i departementet Landes i regionen Nouvelle-Aquitaine i sydvästra Frankrike. Kommunen ligger i kantonen Aire-sur-l'Adour som tillhör arrondissementet Mont-de-Marsan. År 2022 hade Saint-Agnet 181 invånare.

## Befolkningsutveckling
Antalet invånare i kommunen Saint-Agnet
Referens:INSEE